# Mariakerke
Mariakerke es un pueblo que se encuentra en la provincia belga de Flandes Oriental. Es parte del área urbana de la ciudad capital de la provincia Gante. Tenía una población de 11 883 personas en 2007.  

## Historia
En el siglo XVII Mariakerke fue dividido en dos debido a la construcción de la "Brugse Vaart", un canal que conecta las dos ciudades de Brujas y Gante. La zona oeste es el centro de  Mariakerke, y la zona oriente es conocida como Kolegem. Debido a la separación de cientos de años las dos zonas han desarrollado una atmósfera particular.   
- Datos: Q1015356
- Multimedia: Mariakerke (Gent) / Q1015356

1. ↑  Worldpostalcodes.org, código postal n.º 9030.